# Macrodontia (chi côn trùng)
Macrodontia là một chi bọ cánh cứng Bắc Mỹ được Lepeletier & Audinet-Serville miêu tả năm 1830 trong phân họ Prioninae, tông Macrodontiini.

## Phân bố
Chi này ban đầu phân bố ở Nam Mỹ, nhưng có 11 loài phân bố từ Guatemala đến Argentina.

## Các loài
Macrodontia gồm các loài sau:
- Macrodontia batesi Lameere, 1912
- Macrodontia castroi Marazzi, 2008
- Macrodontia cervicornis (Linnaeus, 1758)
- Macrodontia crenata (Olivier, 1795)
- Macrodontia dejeani Gory, 1839
- Macrodontia flavipennis Chevrolat, 1833
- Macrodontia itayensis Simoëns, 2006
- Macrodontia jolyi Bleuzen, 1994
- Macrodontia marechali Bleuzen, 1990
- Macrodontia mathani Pouillaude, 1915
- Macrodontia zischkai Tippmann, 1960

## Hình ảnh

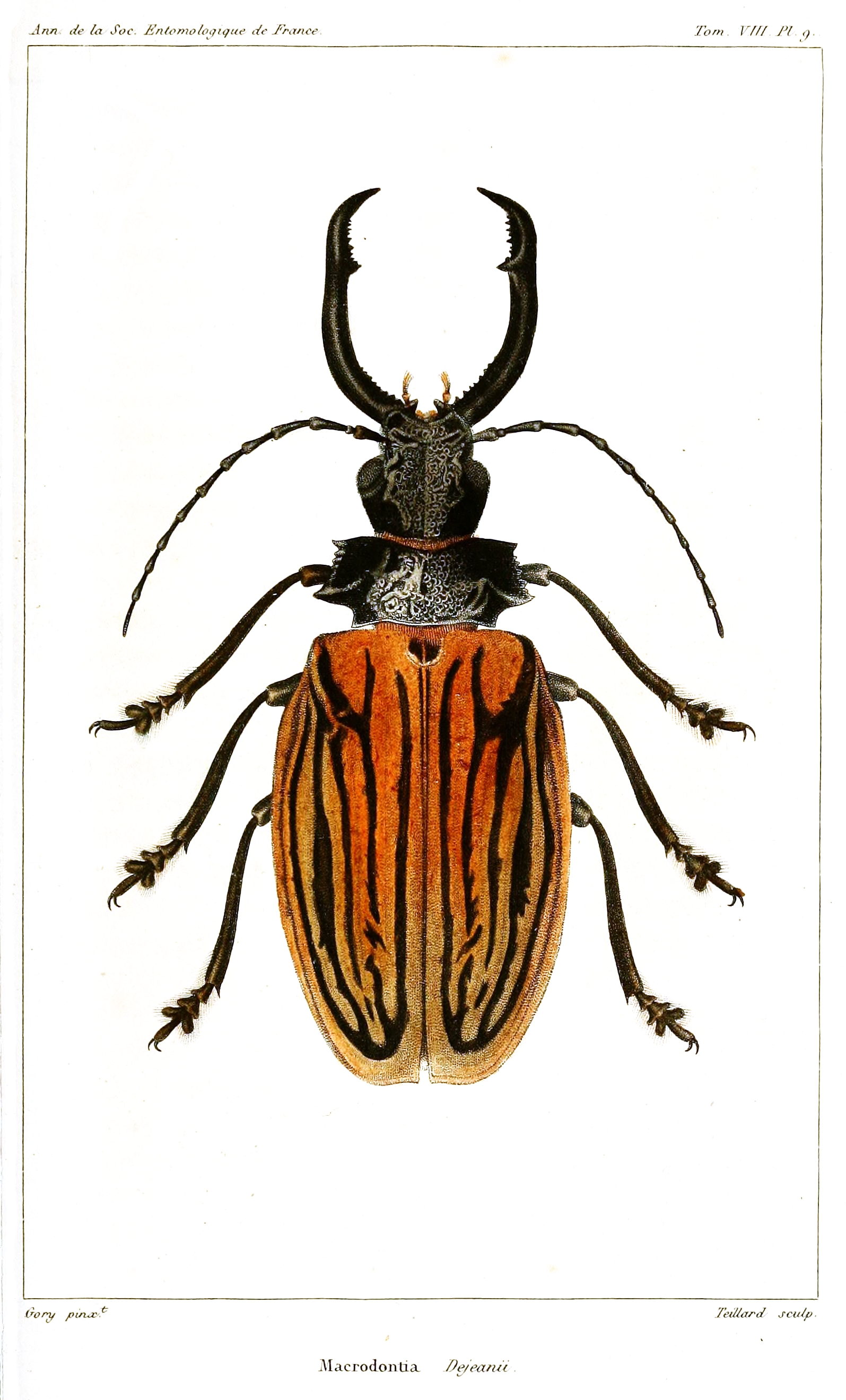